# Ples, Bistrica ob Sotli
Ples este o localitate din comuna Bistrica ob Sotli, Slovenia, cu o populație de 60 de locuitori.